# Karaí-Guazú
Karaí-Guazú, correctamente escrito como Karai Guasu (una expresión compuesta en idioma guaraní con una traducción común de «Gran Señor»), es un nombre y título culturalmente significativo en la cultura guaraní que se atribuyó a dos influyentes líderes del siglo XIX: José Gaspar Rodríguez de Francia y José Gervasio Artigas. Este título fue conferido por las poblaciones con ancestros guaraníes para designarlos como sus caudillos o líderes carismáticos. Además, Francisco Solano López también fue referido de esta manera en algunos contextos.
Durante su período de exilio en Paraguay, José Gervasio Artigas adoptó este nombre guaraní y, adicionalmente, fue reconocido por las comunidades indígenas como el «Padre de los Indios».

## Evolución del concepto
En el siglo XVI, a la llegada de los europeos al área cultural guaranítica, la palabra karai tenía por significado a aquel sujeto al cual se le suponían grandes poderes mágicos, tal tipo de sujeto era generalmente venerado; al detentar el poder los conquistadores la palabra se resignificó y prácticamente pasó a significar Don o señor (aunque se mantuvo cierta aura de magia en torno a los sujetos así titulados). En efecto, en la acepción original y tradicional al karai se le supone la  posesión de una parte de su existencia en la divinidad.  Divinidad que es poseída por todos y cada uno de los seres que poseen una existencia dual de Hombre/Dios.